# Arctia roseata
Arctia roseata är en fjärilsart som beskrevs av Statt. 1934. Arctia roseata ingår i släktet Arctia och familjen björnspinnare. Inga underarter finns listade i Catalogue of Life.